# جورج هربرت
جورج هربرت (بالإنجليزية: George Herbert)‏ هو سياسي بريطاني وبريطاني (وحمل سابقاً جنسية المملكة المتحدة لبريطانيا العظمى وأيرلندا)، ولد في 23 يناير 1892، وتوفي في 16 يونيو 1982. حزبياً، نشط في حزب المحافظين. وقد في الانتخابات العامة في المملكة المتحدة 1931 ‏، انتخب عضو برلمان المملكة المتحدة الـ36 عن دائرة روذرهام (27 أكتوبر 1931 – 6 فبراير 1933).